# 電源管理IC

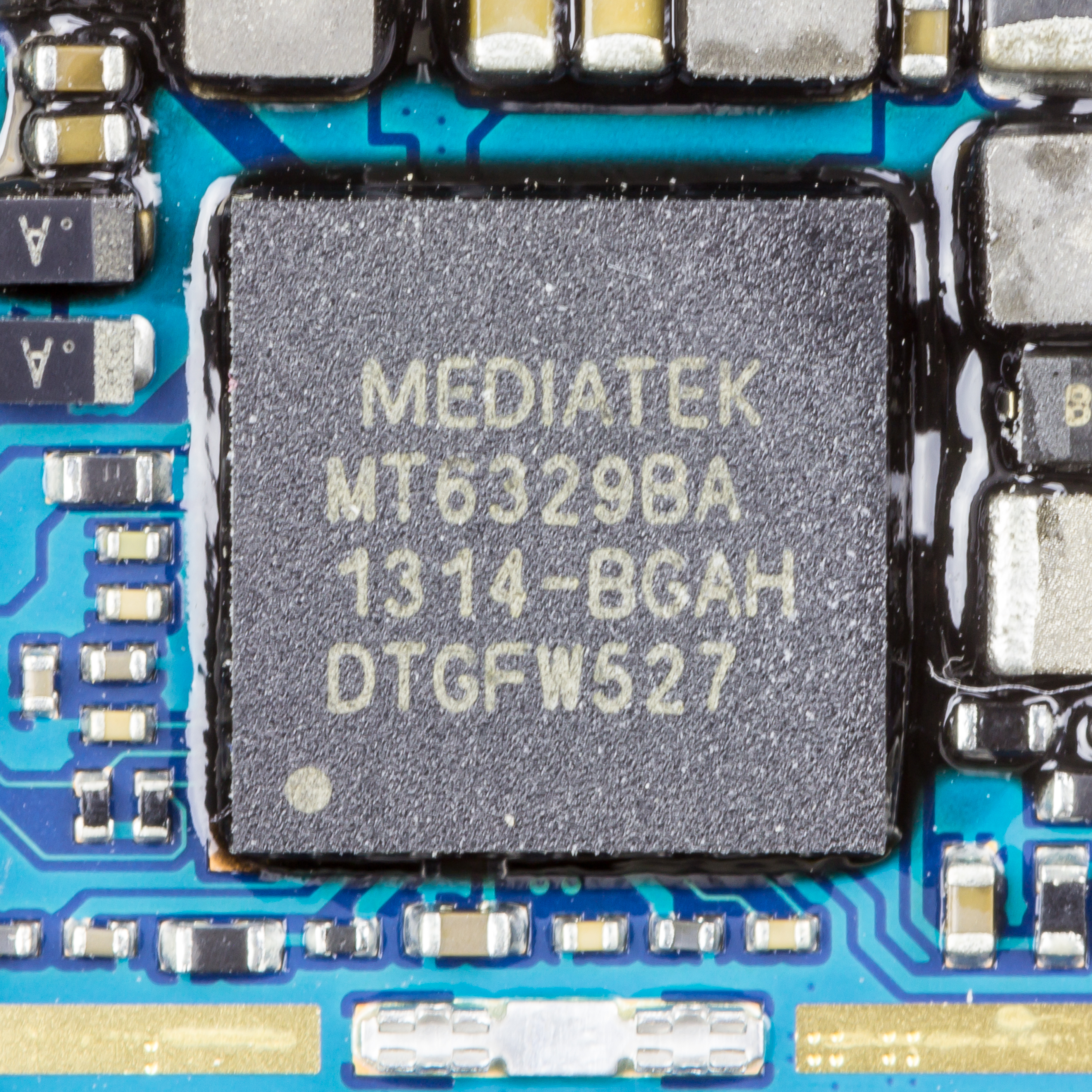
一种電源管理IC（联发科技公司生产）

PMIC（Power Management IC）又稱電源管理IC，是一種特定用途的集成電路（IC），其功能是為主系統作管理電源等工作。
PMIC常用於以電池作為電源的裝置，例如行動電話或可攜式媒體播放器。由於這類裝置一般有多於一個電源（例如電池及USB電源），系統又需要多個不同電壓的電源，加上要控制電池的充放電，以傳統方式滿足這樣的需求會佔用不少空間，同時增加產品開發時間，因此造就了PMIC的出現。

## 功能
PMIC的主要功用為控制電量流量及流向以配合主系統需要。在多個電源（例如，外部電源、電池、USB電源等），選取、分配電力給主系統各部份使用，例如提供多個不同電壓的電源，並負責為內部電池充電。因為使用的系統多以電池為電源，其多使用高轉換效率的設計，以減少功率損耗。
PMIC可以具有一个或者多个功能，這些功能包括：
- 直流-直流轉換器
- 低壓差穩壓器（LDO）
- 電池充電器
- 電源選擇
- 動態電壓調節
- 各電源開啟、關閉次序控制
- 各電源電壓檢測
- 溫度檢測
- 其他功能

由於需要與主系統協調，因此需要與主系統溝通的訊號接口，一般會使用I²C或SPI等串行端口，部份功能較簡單的PMIC會直接以獨立訊號接至MCU的GPIO。
部份PMIC能夠接上後備電源作供應實時時鐘之用，有些會有簡單的電源狀態指示，例如使用LED顯示電池充放電狀態。
有些PMIC是專為某特定系列的MCU而設計，開發對應MCU的公司會有現成的韌體支援該PMIC的工作。

## IC生產商
由於以電池操作的移動裝置十分普及，加上各處理器設計、生產商也為其下處理器設計專用PMIC，使得多家半導體公司也有設計、生產PMIC，以下是部份廠商：
- 英特爾（Intel）
- 高通（Qualcomm）
- 聯發科技（MediaTek）
- 安森美（ON Semiconductor）
- 飛思卡爾（Freescale）
- 美信集成產品（Maxim）
- Linear Technology（英语：Linear Technology）
- 致新科技（Global Mixed-mode Technology）